# Pierce Gagnon
Pierce Gagnon (Atlanta, 23 juli 2005) is een Amerikaans jeugdacteur.

## Carrière
Zijn debuut maakte hij in 2010 op vijfjarige leeftijd in de thriller-horrorfilm The Crazies. 

## Filmografie

### Films
Speelfilms
| Jaar | Titel                      | Personage      | Soort                                                 |
| ---- | -------------------------- | -------------- | ----------------------------------------------------- |
| 2010 | The Crazies                | Distraught Son | Bijrol                                                |
| 2010 | The Way Home               | Little Joe     | Hoofdrol                                              |
| 2012 | Looper                     | Cid Harrington |                                                       |
| 2014 | Wish I Was Here            | Tucker Bloom   | Hoofdrol                                              |
| 2014 | Rio 2                      | Tiago          | Stem in de Engelstalige versie Hoofdrol (tritagonist) |
| 2014 | A Merry Friggin' Christmas | Douglas        |                                                       |
| 2015 | Project T                  | Nate Newton    |                                                       |

Kortfilm
| Jaar | Titel                     | Personage | Soort |
| ---- | ------------------------- | --------- | ----- |
| 2013 | Child Star Psychologist 2 |           |       |

Televisiefilm
| Jaar | Titel       | Personage   | Soort    |
| ---- | ----------- | ----------- | -------- |
| 2013 | Big Thunder | Jack Carson | Hoofdrol |

### Series
| Jaar      | Titel         | Personage   | Soort                             |
| --------- | ------------- | ----------- | --------------------------------- |
| 2012      | One Tree Hill | Logan Evans | Terugkerende rol (7 afleveringen) |
| 2014–2015 | Extant        | Ethan Woods | Hoofdrol                          |

- Library of Congress Control Number: no2015000393
- Virtual International Authority File: 313297179
- WorldCat: E39PBJqVRhBTqyBT76t3ykd84q